# لووپ (آلمان)
لووپ (به آلمانی: Loop) یک شهر در آلمان است که در رندسبورگ-اکرنفورده واقع شده‌است.
 لووپ  ۱۸۵ نفر جمعیت دارد.